# جون بروتون
جون بروتون (بالأيرلندية: Seán de Briotún) (و. 1947 – م) هو سياسي من جمهورية أيرلندا .

## التعليم
تعلم في جامعة كلية دبلن.

## روابط خارجية
- جون بروتون على موقع الموسوعة البريطانية (الإنجليزية)
- جون بروتون على موقع مونزينجر (الألمانية)
- جون بروتون على موقع إن إن دي بي (الإنجليزية)